# Vize
Vize (in greco Βιζύη?; in bulgaro Виза?) è un comune turco della provincia di Kırklareli, nella regione di Marmara. Capoluogo del distretto omonimo, nel 2019 aveva 14562 abitanti.

## Geografia
Vize è situata sulle pendici sud-orientali del massiccio montuoso dell'Istranca, nella regione storica della Tracia orientale. È situata a 53 km ad est dal capoluogo provinciale Kırklareli e a 145 km a nord-ovest di Istanbul.

## Storia
Sorse come insediamento principale della tribù tracia degli Asti. 
Fu conquistata dagli Ottomani nel 1369 e proclamata capoluogo del sangiaccato omonimo, all'interno dell'eyalet di Rumelia.
Durante la prima guerra balcanica fu conquistata e occupata dall'esercito bulgaro. Fu ripresa dagli Ottomani durante la seconda guerra balcanica. Nel corso della guerra greco-turca fu occupata dalle truppe di Atene, fu in seguito ripresa dai Turchi nel 1922. Dopo il conflitto la popolazione di etnia greca abbandonò la cittadina.

## Monumenti e luoghi d'interesse
- Chiesa di Santa Sofia (Moschea di Gazi Süleyman Pascià), costruita nel VI secolo durante il regno di Giustiniano, cattedrale della metropolia di Bizia, fu convertita in moschea nel XV secolo[2].
- Castello di Vize, fortificazione d'epoca tardo bizantina costruita su un precedente fortilizio romano.
- Anfiteatro Romano, costruito nel II secolo d.C., fu scoperto nel 1998. È l'unico anfiteatro romano ancora esistente in Tracia.
- Moschea di Hasan Bey, costruita originariamente come sinagoga, fu poi convertita in moschea[3]. Fu restaurata nel 2007.

## Infrastrutture e trasporti

### Strade
Vize è attraversata dalla strada statale D.020 che congiunge Istanbul con Edirne.